# ليزا زين
ليزا زين (بالإنجليزية: Lisa Zane)‏ (و. 1961  م) هي ممثلة تلفزيونية، وممثلة أفلام، ومغنية، ومغنية مؤلفة، وملحنة، وممثلة مسرحية، وممثلة صوت أمريكية، ولدت في شيكاغو.

## التعليم
تعلمت في كلية فاسار.

## وصلات خارجية
- ليزا زين على موقع IMDb (الإنجليزية)
- ليزا زين على موقع ألو سيني (الفرنسية)
- ليزا زين على موقع أول موفي (الإنجليزية)
- ليزا زين على موقع قاعدة بيانات الأفلام السويدية (السويدية)
- ليزا زين على موقع إن إن دي بي (الإنجليزية)
- ليزا زين على موقع قاعدة بيانات الفيلم (الإنجليزية)
- ليزا زين على موقع كينوبويسك (الروسية)